# PRODUCE 101 JAPAN - FINAL
『PRODUCE 101 JAPAN - FINAL』（プロデュース ワンオーワン ジャパン ファイナル）は、2019年12月12日にLAPONEエンタテイメントから配信限定でリリースされたPRODUCE 101 JAPANのミニアルバム。

## 概要
本作は2019年9月から12月まで日本で放送・配信されていた公開オーディション番組「PRODUCE 101 JAPAN」で使用されているオリジナル曲を収録したデジタルアルバムとしてリリースされた。
2019年12月11日放送の「PRODUCE 101 JAPAN」の最終回公開生放送において、101人の練習生のうち視聴者投票を経て選ばれたファイナリスト20人が2つのチームに分かれ、デビュー評価課題曲である「GrandMaster」「YOUNG」に挑戦、披露した。また、最終バラード課題曲としていきものがかりから提供された楽曲「さよなら青春 (PRODUCE 101 JAPAN ver.)」をファイナリスト全員で披露した。

## 収録曲
1. GrandMaster (3:26)
作詞：Coach/HASEGAWA/Sendoo
作曲：Coach/Sendoo/Yuki
参加メンバー - 井上港人,今西正彦,上原潤,川西拓実,金城碧海,河野純喜,佐藤景瑚,佐藤來良,床波志音,豆原一成
2. YOUNG (3:22)
作詞：Kaine/SUN/UNO BUCKX
作曲：SUN/VERSACHOI
参加メンバー - 安藤誠明,大澤駿弥,大平祥生,川尻蓮,木全翔也,白岩瑠姫,鶴房汐恩,本田康祐,宮島優心,與那城奨
3. さよなら青春 (PRODUCE 101 JAPAN ver.) (5:25)[2]
作詞/作曲：水野良樹
参加メンバー - 安藤誠明,井上港人,今西正彦,上原潤,大澤駿弥,大平祥生,川尻蓮,川西拓実,木全翔也,金城碧海,河野純喜,佐藤景瑚,佐藤來良,白岩瑠姫,鶴房汐恩,床波志音,本田康祐,豆原一成,宮島優心,與那城奨